# クラゲ
クラゲ（水母、海月、水月、蚱）は、刺胞動物門に属する動物のうち、淡水または海水中に生息し浮遊生活をする種の総称。体がゼラチン質で、普通は触手を持って捕食生活をしている。また、それに似たものもそう呼ぶこともある。

## 名称と対象
クラゲといわれる動物は刺胞動物門のヒドロ虫綱、十文字クラゲ綱、箱虫綱、鉢虫綱 にわたって存在する。広義には有櫛動物門（クシクラゲ）も含まれる。有櫛動物は、かつては腔腸動物として刺胞動物と一緒にまとめられていたが、刺胞を持たず雌雄同体である刺胞動物とは異なる水管系を持つなど全く体制が異なることから、20世紀初頭には別の門に分けられた。
刺胞動物、有櫛動物以外にも、クラゲの名前を持つ生物が複数の門にわたって存在する。軟体動物門のゾウクラゲは刺胞動物と同様、ゼラチン質で浮遊生活である。キクラゲ、ツチクラゲは菌類、イシクラゲは藻類である。
また、クラゲは刺胞動物における基本的体制の名としても使われる。対になる語はポリプである。これについてはクラゲ (体制)を参照。

## 基本的特徴

部位名称

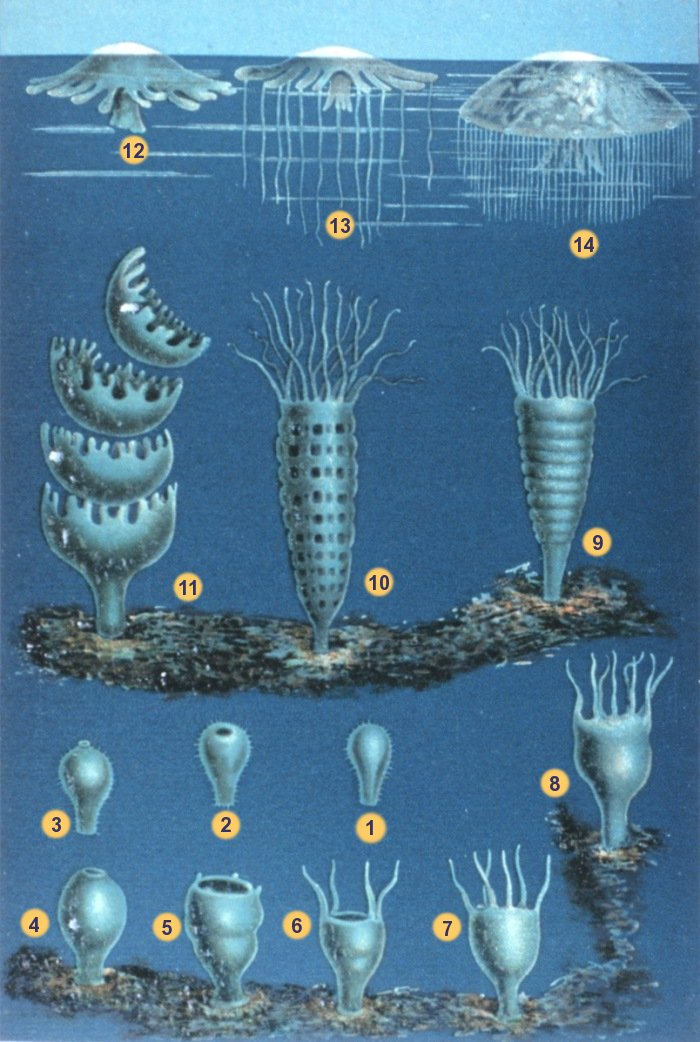
一般的な鉢クラゲの生活環。1‐3.プラヌラ（浮浪幼虫）として定着できる場を探す期間
4-8.ポリプ世代
9-11.ポリプ世代の横分体形成
12以降はメデューサ世代（クラゲ世代）。
クラゲ成体となると、精子を放出し、受け取ったメスが産卵する。卵が孵化すると1に戻る。

ハナガサクラゲの断面解説図。1.一次触手、2.胃、3.胃層(胃皮)、4.Manubrium、5.放射水管、6.表皮、7.間充ゲル（メソグリア、内部にはアメーバ細胞がある）、8.Manubrial nerve ring？、9.求心管、10.Inner nerve ring、11.環状管、12.縁膜、13.Outer nerve ring、14.2次触手、15.口/肛門、16.？。

クラゲは、通常は浮遊生活をする刺胞動物である。体はゼラチン質で柔らかく、透明。体全体は、多くのものでは傘のような形をしている。多くの場合、傘の下面の中心部に口がある。ヒドロクラゲでは傘から柄が伸びてその先に口があるものや、口の周囲に触手が発達するものもある。鉢クラゲの旗口クラゲ類、根口クラゲ類では、口の縁が長く伸びて口腕となる。根口クラゲでは口腕が複雑化して口は口腕の先端部に小さな吸口として開口するだけで、中央の口は閉じてしまうものもある。肛門はない。多くの種類では傘の縁に触手がある。また、ヒドロクラゲ類では触手の付け根に眼点を持つものがあるほか、傘の縁に平衡胞を持つものもある。箱虫類、鉢クラゲ類では、傘の縁に感覚器があるが、平衡胞のみの場合と、眼点を有する場合がある。箱虫類では発達した眼を持つ。
十文字クラゲ綱のものは、構造的にはクラゲに近いので、クラゲと呼ばれるが、口の反対側に短い柄があって、これによって海藻などに付着して生活している。形態的に大きく異なるのが管クラゲ類で、多数の個体が群体を形成し、全体では傘の形には似てもにつかないものが多々ある。巨大になるものでは、長さが10mを越えるようなものも知られる。
基本的に雌雄異体である。多くのクラゲでは、卵から幼生（プラヌラ）が生まれると、幼生は基質上に定着してポリプというイソギンチャクのようなものになる。新しいクラゲは冬季になるとポリプが御椀を重ねたような「ストロビラ」になり出芽、エフィラ幼生となって泳ぎ出す。また変態、ストロビレーションなどによっても生じる。ポリプは無性生殖によって増殖するので、これを無性世代、クラゲを有性世代と見なし、世代交代をおこなうものという場合がある。カラカサクラゲやオキクラゲはプラヌラからポリプにならずそのままエフィラとなる。
ヒドロ虫綱のクラゲでは、ポリプ（ヒドロ虫）がよく発達し、走根 (stolon、ストロン)を伸ばし、 群体となるものがあり（走根の先端からポリプを作る出芽、走根が基盤に付着し条件が良ければポリプとなるポドシストにより増える）、その場合のクラゲは特に分化した生殖個虫から作られるものもある。全くポリプを形成しないクラゲもある。

## 生活
クラゲは一般にはプランクトンとして生活している。全く遊泳能力がないわけではなく、多くのクラゲは傘周囲に環状筋があって、傘を開いたり閉じたりすることで、口が開いているのと反対方向に進行することができる。しかし、常時泳ぎ続けているものは少なく、多くは時折泳いで水中を漂っている。水槽中で飼育する場合、水流を作ってやらないと、次第に水底に沈む。沈みかけると泳いで浮き上がってくるが、これを繰り返しながら、次第に弱ってしまい、死に至ることもある。
ヒドロ虫綱のカツオノエボシやギンカクラゲなどは気体を含んだ浮きを持っていて、水面から若干上に出て浮かんでいるが、これは例外的なものである。逆に、沈んで生活するものに、サカサクラゲがある。名前の通りに、傘面を下にして水底に沈んでいる。他に、先に述べたように十文字クラゲ綱は固着して生活している。他にも、固着ではないまでも、海藻の表面を這うように生活するクラゲなどもある。
触手などにある刺胞には、獲物に注入する毒をもっている。これを用いて動物性の餌を採る。一部に共生藻を持ち、藻類の光合成産物をエネルギー源として利用するものがある。
捕食者
クラゲの捕食者については、従来、クラゲは水分が多く栄養価が低いため捕食されることはまれと考えられていた。しかし、2017年に米生態学会の学術誌に掲載された国際研究グループの南極での研究報告によるとクラゲはペンギンに頻繁に捕食されていることが分かった。
ウミガメは、成長すると大抵は海藻を食べるが2－5歳までは雑食で何でも食べる。好物の草が食べられない場合はクラゲの足を食べることもある。
カンテンダコは捕食後も、クラゲの足を防御用の武器とする様子が確認される。
そのほか、マンボウ、カワハギ、ウマヅラハギ、イボダイもクラゲを食べる。

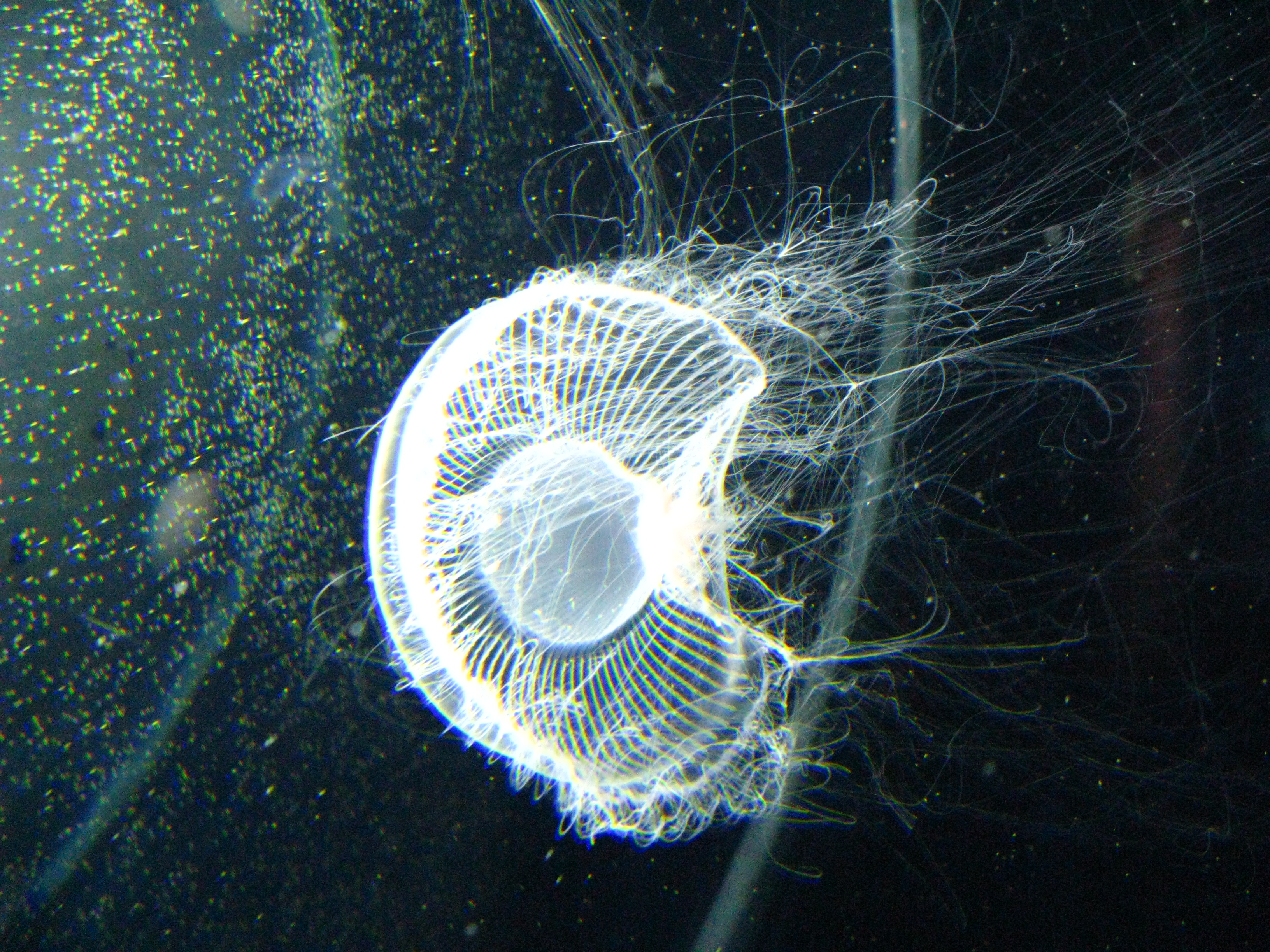
軟クラゲ目 オワンクラゲ

ユウレイクラゲは、ほかのクラゲを食べる。

## 分類

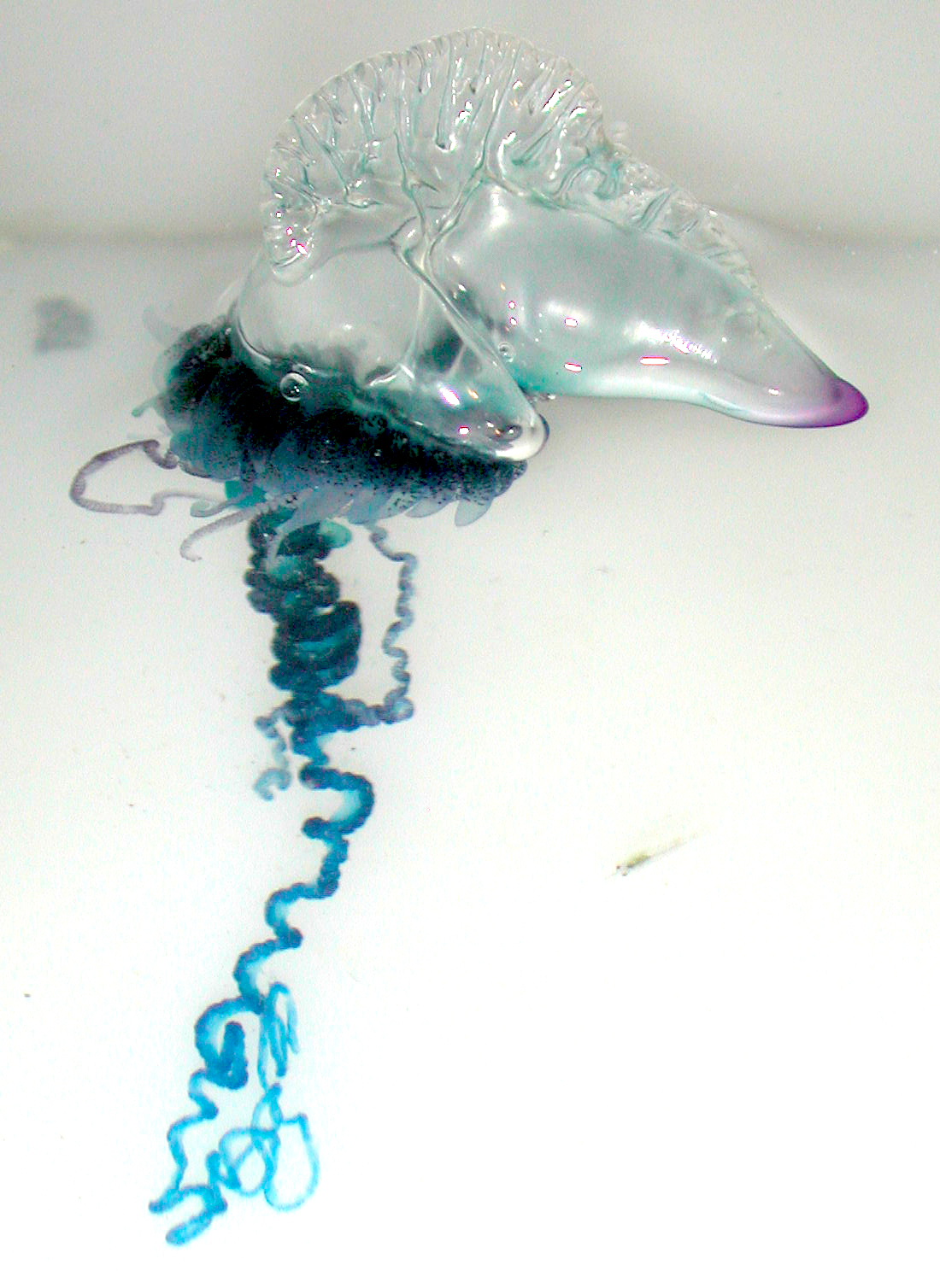
管クラゲ目 カツオノエボシ

刺胞動物でクラゲの形であるものは、ヒドロ虫綱、十文字クラゲ綱、箱虫綱、鉢虫綱にまたがる。

### ヒドロ虫綱
Hydrozoa
- 花クラゲ目 Anthomedusae ：カミクラゲ・ウラシマクラゲ・エダアシクラゲ・カツオノカンムリ・ギンカクラゲ
- 軟クラゲ目 Leptomedusae：オワンクラゲ・フサウミコップ
- 淡水クラゲ目 Limnomedusae：ハナガサクラゲ・マミズクラゲ・カギノテクラゲ
- 硬クラゲ目 Trachymedusae：カラカサクラゲ
- 剛クラゲ目 Narcomedusae：ツヅミクラゲ・ニチリンクラゲ
- 管クラゲ目 Siphonophora：カツオノエボシ・ボウズニラ・ヨウラククラゲ・ハナワクラゲ・シダレザクラクラゲ・ヒトツクラゲ

### 十文字クラゲ綱
Staurozoa
- 十文字クラゲ目 Stauromedusae：アサガオクラゲ・ムシクラゲ・ジュウモンジクラゲ・ササキクラゲ・ヒガサクラゲ

### 箱虫綱
Cubozoa
- 立方クラゲ目 Cubomedusae：アンドンクラゲ・ハブクラゲ・オーストラリアウンバチクラゲ・イルカンジクラゲ・ツインテールボックスジェリー

### 鉢虫綱
Scyphozoa
- 冠クラゲ目 Coronatae：ムラサキカムリクラゲ・クロカムリクラゲ・エフィラクラゲ・バツカムリクラゲ
- 旗口クラゲ目 Semaeostomeae：ミズクラゲ・ユウレイクラゲ・アカクラゲ
- 根口クラゲ目 Rhizostomeae：タコクラゲ・エビクラゲ・ビゼンクラゲ・エチゼンクラゲ・サカサクラゲ

## 人間との関わり

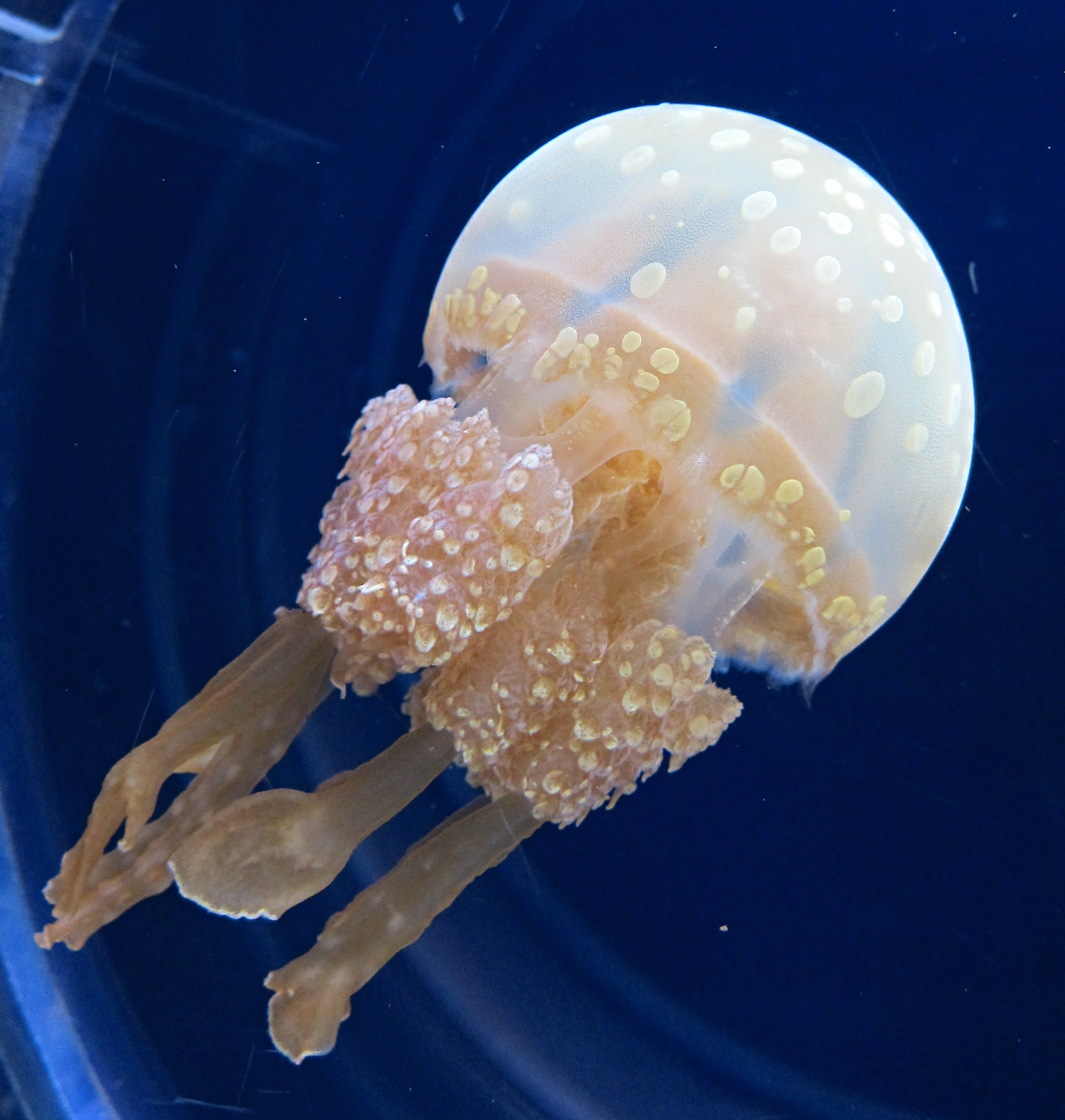
ネクチクラゲ目（カラージェリー）

### 食用など利用
日本と中国では、一部の種類（エチゼンクラゲやビゼンクラゲなど）を食用にする。
中華料理では「海蜇」といい、傘の部位は海蜇皮（海折皮）、口腕部は海蜇頭（海折頭）として加工される。細切りにして乾燥させ塩蔵したものを、水で戻して酢の物や和え物などにする調理のほか、加工食品とする。
日本では、中世文書から武士の献立にもクラゲが記されている。文化としては、「クラゲ桶」といって、くらげを塩漬けにする桶があり、近世期の浮世草子『日本永代蔵』にも記述が見られる。
人工クラゲ
日本で中国国交が再開された後、食用の人工クラゲを作って輸出しようとしていた食品加工メーカーのスギヨは、そこからカニカマが作られた。
食用の人工クラゲが開発されている。

#### 科学的な研究
近年オワンクラゲより発見されたGFP (Green Fluorecent protein) という蛍光を発するタンパク質とその遺伝子が、分子生物学の分野において広く利用されている（参照：下村脩）。
エチゼンクラゲを畑の保水材として使用する試みもある。

### 飼育・展示
クラゲの飼育・展示は、多くの水族館で人気がある。ペットショップでも売られるようになり、家庭や飲食店などで観賞用に飼育されることも多くなった。クラゲ用の飼育セットも売られている。クラゲの癒し効果を測定する試みでも、クラゲを鑑賞することにより、ストレスが低下する可能性が指摘されている（広海 2006　『クラゲのふしぎ』参照）。

### 被害

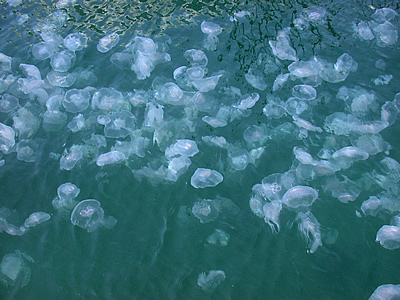
ミズクラゲの集団

海水浴などの際、クラゲに触れるとヒトも刺されることがある。クラゲの毒の人体への作用は、クラゲの種類によって大きく異なる。ほとんどのものではなにも感じないが、触れるとちくちくする程度のものから、激しい痛みを与えるもの、呼吸困難や肺水腫などの全身症状を引き起こすものまである。カツオノエボシやハブクラゲ、オーストラリアウンバチクラゲ（通称キロネックス）などは、場合によっては命に関わるとして非常に恐れられる。日本ではお盆過ぎに海水浴場に泳ぎに行くとクラゲに刺されると言われることが多いが、これは主にアンドンクラゲ（腔腸動物門・立方クラゲ目）による被害である。カギノテクラゲによる刺傷は、刺された部分の痛みは強くないことが多いが、刺されて1時間ほどしてから、筋肉痛や呼吸困難等の症状を起こすことがあり、特に東北地方の日本海側や北海道で恐れられている。その症状は、オーストラリアのイルカンジクラゲが引き起こす、イルカンジ症候群に似ている。対処法はクラゲ刺傷を参照のこと。
他に、一部のクラゲが急に大発生することがある。大量発生したエチゼンクラゲが漁網にからまって破るなどの被害は現在、漁業上深刻な問題である。大発生したミズクラゲが工場や火力発電所、原子力発電所の取水口に詰まるなどの被害を出す場合もある。
なお、このクラゲの大量発生により、世界各地で漁業被害などが発生している。この原因は人間による水質汚染や魚の乱獲、あるいはバラスト水の放出によるものではないかと指摘されている。
全米科学財団の報告書によれば日本において毎年2000万ドルの漁業被害が発生しているという。

### アレルギー
クラゲに刺されることにより、リガンマグルタミン酸（PGA）に反応するようになり、納豆アレルギーを発症することがある。症状が現れるまでに約半日かかると考えられ、蕁麻疹、呼吸困難、意識喪失、嘔吐の症状が起こる。クラゲに刺されアレルギーがある者は塩蔵クラゲを使った料理や食品添加物のPGAも避ける必要が医学ジャーナリストにより指摘されている。

### 文化

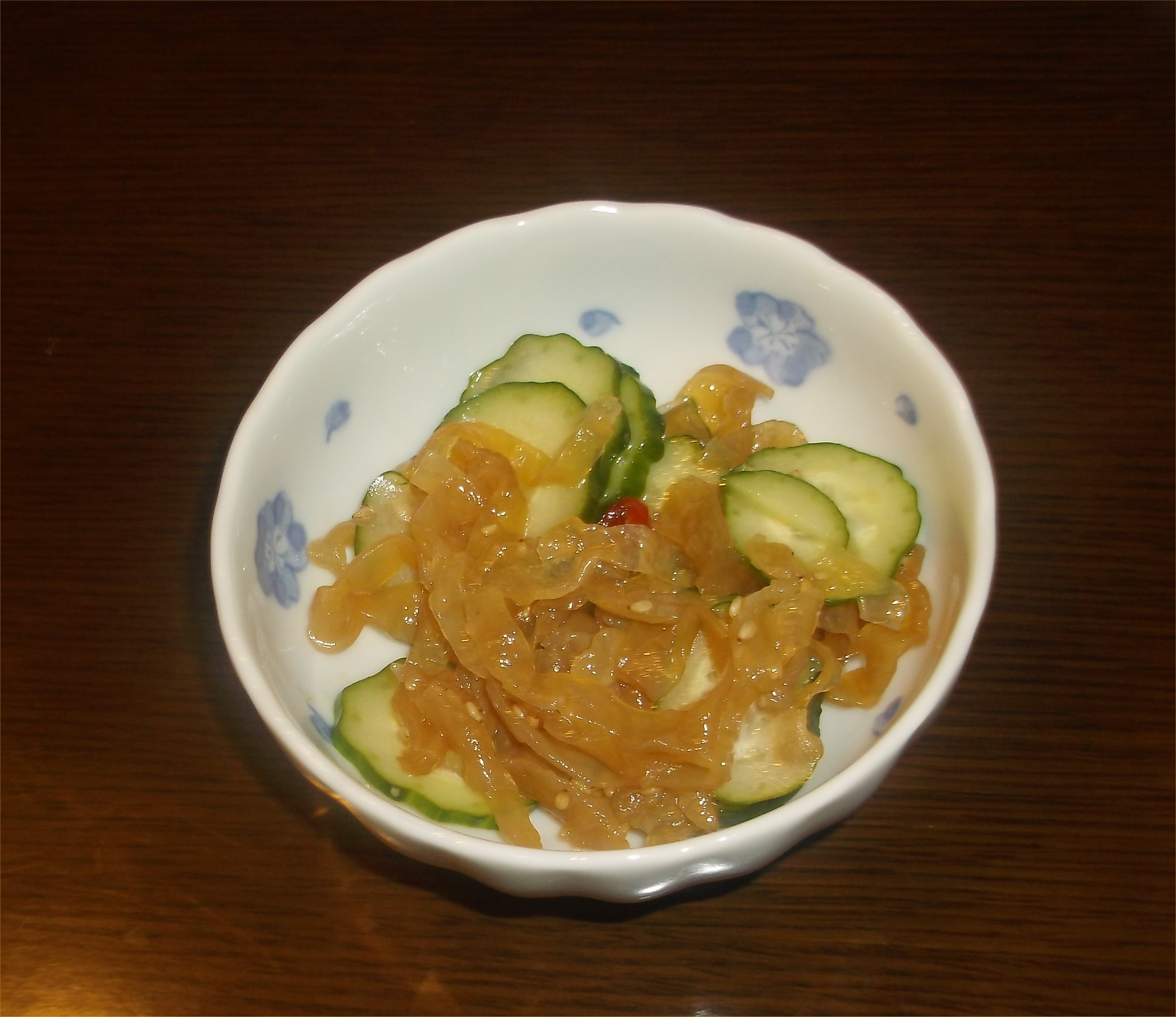
クラゲときゅうりの和え物

「くらげ」の語源については、目がないように見えることから「暗気」に由来するとの説あるいは丸い入れ物「輪笥（くるげ）」に由来するとの説など諸説ある。「海月」や「水月」は海中あるいは水中の月のように見えるとの意味であるが、「水母」の由来についてはよくわかっていない。
日本では、クラゲは古来より骨のないものの代表として扱われた。『枕草子』（10世紀）には、中納言隆家が見たことのない扇の骨を異様にほめるのに対して清少納言が「それではクラゲの骨のよう」と冷やかす場面がある。
珍しいことやあり得ない物事のたとえとして、「クラゲの骨」という語があり（『広辞苑』）、12世紀の『今昔物語集』にも見られる表現であり、13世紀の『承久記』（下）にも、上田刑部という武士が、「人の身には、命ほどの宝はなし。命あればクラゲの骨にも申すたとえの候なり（命があれば、クラゲの骨にも会うだろう）」といった場面がある。
また、民話に乙姫の病気の際に亀がサルの生き肝を取りに行く話があり、その中ではクラゲが余計なことを言ったために土壇場でサルに逃げられ、罰として骨を抜かれたということになっている。
日本最古の歴史書『古事記』では、冒頭部分で、国が漂っている様がクラゲに例えられている。

### 展示
1984年にアメリカ合衆国カリフォルニア州のモントレー湾水族館が開館し、その際の展示の目玉がクラゲで、クラゲ専用の独自に開発した円盤型のクラゲ水槽を用いていた。この展示によりクラゲ飼育展示の輪が世界に拡がった。日本においては、クラゲを飼育している水族館は、全国に数多くある。鶴岡市立加茂水族館はクラゲ30種を飼育し、うち21種の飼育で2005年にギネス記録に認定されている。それまでの1位はモントレー湾水族館の17種であった。

### その他
ふたご座のη星付近を写真撮影すると、淡い星雲が写る。これはIC443という星雲であるが、その形から通称「クラゲ星雲」と呼ばれている。
人工クラゲ（メデューソイド（Medusoid）） ‐ シリコンポリマーとネズミの心臓の細胞から作られた人工クラゲ。